# فرودگاه مارتین (اسلواکی)
فرودگاه مارتین (اسلواکی) (به انگلیسی: Martin Airport (Slovakia)) یک فرودگاه همگانی است . این فرودگاه در کشور اسلواکی قرار دارد .